# 前378年
| 千纪： | 前1千纪 |
| 世纪： | 前5世纪 \| 前4世纪 \| 前3世纪 |
| 年代： | 前400年代 \| 前390年代 \| 前380年代 \| 前370年代 \| 前360年代 \| 前350年代 \| 前340年代 |
| 年份： | 前383年 \| 前382年 \| 前381年 \| 前380年 \| 前379年 \| 前378年 \| 前377年 \| 前376年 \| 前375年 \| 前374年 \| 前373年                                                                            |
| 纪年： | 周安王二十四年 魯共公五年 齐侯剡六年 晉孝公十一年 趙敬侯九年 魏武侯十八年 韓文侯九年 秦獻公七年 楚肅王三年 宋休公十八年 衛慎公三十七年 鄭康公十八年 燕後簡公三十七年 越王翳三十三年 中山桓公三年 |

## 大事记
- 狄敗魏国於浍。
- 韓国、趙国、魏国攻齊国，至靈丘。
- 晉孝公薨，子晉靜公立。
- 底比斯將領高吉達斯建立底比斯聖隊。
- 中山国复国，迁都灵寿。
- 雅典与底比斯结盟组成第二雅典联盟。